# ماسیمیلیانو مانگرویتی
ماسیمیلیانو مانگرویتی (انگلیسی: Massimiliano Mangraviti؛ زادهٔ ۲۴ ژانویهٔ ۱۹۹۸) بازیکن فوتبال اهل ایتالیا است.
از باشگاه‌هایی که در آن بازی کرده‌است می‌توان به باشگاه فوتبال برشا اشاره کرد.